# Saison 2 de Miss Marple
Chronologie
Saison 1 Saison 3
Cet article présente les quatre épisodes de la deuxième saison de la série télévisée Miss Marple (Agatha Christie's Marple).

## Distribution
- Geraldine McEwan (VF : Lily Baron) : Miss Marple

## Épisode 3:Mon petit doigt m'a dit
- Royaume-Uni : 19 février 2006 sur ITV

- Anthony Andrews (Tommy Beresford)
- Greta Scacchi (Tuppence Beresford)
- Chloe Pennington (Hannah jeune)
- Oliver Jordan (Ethan jeune)
- Clare Holman (Miss Packard)
- Miriam Karlin (Marjorie Moody)
- June Whitfield (Mrs Lancaster)
- Claire Bloom (Aunt Ada)
- Steven Berkoff (Mr Eccles)
- Patrick Barlow (Mr Timothy)
- O. T. Fagbenle (Chris Murphy)
- Jody Halse (Amos Perry)
- Josie Lawrence (Hannah Beresford)
- Michael Maloney (Dr Joshua Waters)
- Michelle Ryan (Rose Waters)
- Michael Begley (Ethan Maxwell)
- Lia Williams (Nellie Bligh)
- Charles Dance (Septimus Bligh)
- Bonnie Langford (Betty Johnson)
- Brian Conley (Eric Johnson)
- Leslie Phillips (Sir Philip Starke)
- Eliza Bennett (Nora Johnson)
- Florence Strickland (Jane Eyre)

Tommy et Tuppence rendent visite à leur tante Ada dans sa maison de retraite. La vieille dame fait part de sa méfiance envers le personnel soignant de la maison, mais son neveu impute ses soupçons à son mauvais caractère. Durant la visite, Tuppence est perturbée par les radotages d'une autre résidente, madame Lancaster, qui évoque des histoires d'empoisonnement et le décès d'un enfant derrière la cheminée. Six semaines après la visite, Ada est retrouvée morte, et madame Lancaster a disparu. Ada avait écrit à son neveu qu'elle a découvert un meurtre et le seul indice est un tableau représentant une vieille maison. En l'absence de son mari en voyage d'affaires, Tuppence demande à miss Marple de l'aider à éclaircir ce mystère.
- D'après Mon petit doigt m'a dit (1968)
- Le personnage de Miss Marple n'est pas présent dans le roman, Tommy et Tuppence Beresford y sont les deux personnages principaux.

## Épisode 4:Le Mystère de Sittaford
- Royaume-Uni : 30 avril 2006 sur ITV

- Timothy Dalton (Clive Trevelyan)
- Robert Hickson (Arthur Hopkins)
- Robert Hardy (Winston Churchill)
- Laurence Fox (James Pearson)
- James Murray (Charles Burnaby)
- Ian Hallard (Reporter)
- Zoe Telford (Emily Trefusis)
- Jeffery Kissoon (Ahmed Ghali)
- Mel Smith (John Enderby)
- Rita Tushingham (Miss Elizabeth Percehouse)
- James Wilby (Stanley Kirkwood)
- Paul Kaye (Dr Ambrose Burt)
- Michael Brandon (Martin Zimmerman)
- Carey Mulligan (Violet Willett)
- Patricia Hodge (Mrs Evadne Willett)
- Matthew Kelly (Donald Garfield Aka Smith-Jones)
- Michael Attwell (Archie Stone)

En 1952, le capitaine Clive Trevelyan est pressenti pour prendre la succession de Winston Churchill à la tête du Parti Conservateur, mais cela ne semble guère l'intéresser. Cet homme solitaire, qui semble porter un lourd secret, réside dans sa demeure de Sittaford dans le Devon, mais décide de passer la nuit dans un hôtel de la ville voisine. Miss Marple, venue rendre visite à son neveu Raymond vivant près de la demeure, est invitée à séjourner chez le capitaine en attendant le retour de son neveu, et elle est rejointe par le beau-fils du capitaine, James Pearson, de sa fiancée Emily et du mystérieux Charles Burnaby venu rencontrer le capitaine. Le soir même, l'une des clientes de l'hôtel convoque les esprits, et ces derniers leur annoncent la mort de Trevelyan. A Sittaford, après une tentative d'empoisonnement par des chocolats envoyés au capitaine et le téléphone coupé, le garde-chasse du capitaine John Enderby part à l'hôtel le prévenir, suivi par Charles. Mais arrivés à l'hôtel au cours de la nuit, tous deux le retrouvent  assassiné dans sa chambre, avec un scorpion égyptien en or à côté de lui.
- Charles Burnaby (meurtres)
- Ahmed Ghali et Mrs Evadne Willett (tentative d'empoisonnement)
- Archie Stone (évasion)

- D'après Cinq heures vingt-cinq (1931)
- Le personnage de Miss Marple n'est pas présent dans le roman.